# Maria Gustin Bergström
Maria Elisabet Gustin Bergström, ogift Gustin, född 16 november 1971 i Spånga församling i Stockholm, är en svensk kristen sångare, kompositör och textförfattare. Hon är utbildad civilingenjör och har varit yrkesverksam som produktutvecklare och designer. Numera arbetar hon deltid som pastor i Brunnsparkskyrkan i Tranås, som adjunkt på Linköpings Universitet och som frilansmusiker/sångare.
Maria Gustin Bergström växte upp i en frikyrklig miljö i Kungsängen och Spånga. Hennes föräldrar är pingstprofilen Uno Gustin, som bland annat arbetat med söndagsskoltidningar, och Solveig, ogift Lönnqvist. Som barn var Gustin Bergström med i Gun-Britt Holgerssons musikal Psaltis och hon gick från fjärde klass i Adolf Fredriks musikskola.
Efter genomgången utbildning till gymnasieingenjör med kemiinriktning arbetade hon på olika laboratorier. Senare gick hon på Chalmers tekniska högskola i Göteborg, där hon tog examen som civilingenjör 2005. Hon arbetade fram till september 2013 som produktutvecklare och designer på SCA i Mölndal; efter detta som senior product designer på Mölnlycke Health Care i Göteborg till 2015, som pastor med ansvar för musik och kreativitet i Sionförsamlingen i Linköping. 
Hon skrev musikalen Kärlekens väg 1998 som hade uruppförande i Smyrnakyrkan i Göteborg och som Tabernaklets kör senare gav ut på skiva. 2008 solodebuterade hon med skivan Solregn, följt av Mellan trasiga kanter och trådar av guld, två år senare, och Förundran som kom 2013. 2018 kom hennes fjärde soloalbum ut, ”Vem är du som hjärtat söker” och under 2024 kommer en liveskiva ges ut. 
Maria Gustin Bergström fick Utbult-stipendiet 2008. År 2011 och 2012 fick hon Anders Frostenson-stipendiet för sitt textförfattande och Läsarsångstipendiet 2017. 
År 2018-2019 initierade och drev hon arbetet med Konvertitutredningen som kartlade kristna konvertiters situation i asylprocess hos Migrationsverket, ett arbete som drevs i samråd med Pingst Integration och där fem samfund var inblandade: Pingst FFS, Equmeniakyrkan, Evangeliska Frikyrkan, Svenska Alliansmissionen och Sjundedags Adventistsamfundet. Hon ansvarade också för forskningsunderlaget och skrev den kvantitativa delen av rapporten.
Hon är sedan 2003 gift med pianisten Mikael Bergström (född 1969), son till företagsledaren Bo Bergström och Birgitta, ogift Öberg.

## Diskografi i urval
- 2004 – Kärlekens väg (musikal av Maria Gustin Bergström framförd och inspelad av Tabernaklets kör i Göteborg)
- 2008 – Solregn
- 2010 – Mellan trasiga kanter och trådar av guld
- 2013 – Förundran
- 2018 - Vem är du som hjärtat söker